# Petopeto-san
Petopeto-san (ぺとぺとさん?) es una serie de novelas ligeras creadas por Kou Kimura, con ilustraciones de Yug. Tuvo una adaptación al anime, emitida desde el 9 de julio de 2005 al 1 de octubre de 2005. La historia tiene lugar en una secundaria de Japón donde todo aparentemente es normal, a excepción de los estudiantes de las llamadas «razas específicas». Las razas específicas están basadas en el Yōkai de la mitología japonesa; por ejemplo, un estudiante en el equipo de natación es un kappa, mientras que otro, un nurikabe, se funde con las paredes y es muy popular en el verano por tener una temperatura muy fría.

## Personajes
Shingo Ōashi (大橋シンゴ Ōhashi Shingo?)

Hatoko “Petoko” Fujimura (ぺと子 Petoko?)

Kuguru Sahara (沙原くぐる Sahara Kuguru?)

Chochomaru Sahara (沙原ちょちょ丸 Sahara Chochomaru?)

Chie Ōhashi (大橋智恵 Ōhashi Chie?)

Nuri-chan (ぬりちゃん Nuri-chan?)

Konuri-chan (こぬりちゃん Konuri-chan?)

Asuka Yuri (友里明日香 Yuri Asuka?)

Maruko Fujimura (藤村まる子 Fujimura Maruko?)

Miyako Tan Takeshi Fujimura (藤村都丹雄 Fujimura Miyako Tan Takeshi?)

Shinichi Ōhashi (大橋真一 Ōhashi Shinichi?)

Chikako Ōhashi (大橋智佳子 Ōhashi Chikako?)

Kanna Maeda (前田カンナ Maeda Kanna?)

Kiyomi Akazawa (赤沢清美 Akazawa Kiyomi?)

Miyuki Odajima (小田嶋美由紀 Odajima Miyuki?)

## Anime
La siguiente es una lista de los episodios de Petopeto-san, con su título original en romaji y en kanji, y la fecha de estreno en Japón.
| #  | Título                                               | Estreno                  |
| -- | ---------------------------------------------------- | ------------------------ |
| 1  | «Owayō-sān» (おはよーさーん)                         | 9 de julio de 2005       |
| 2  | «Tokutei shuzoku» (特定種族)                         | 16 de julio de 2005      |
| 3  | «Minto moshikuwa rabendā» (ミントもしくはラベンダー) | 23 de julio de 2005      |
| 4  | «Katei no jijō» (家庭の事情)                         | 30 de julio de 2005      |
| 5  | «Minyokon» (ミにょコン)                              | 6 de agosto de 2005      |
| 6  | «Ane to imōto» (姉と妹)                              | 13 de agosto de 2005     |
| 7  | «Chirin chirin» (ちりんちりん)                       | 20 de agosto de 2005     |
| 8  | «Samā kyanpu» (サマーキャンプ)                       | 27 de agosto de 2005     |
| 9  | «Ichinichishochō» (一日署長)                         | 3 de septiembre de 2005  |
| 10 | «Sukauto» (スカウト)                                 | 10 de septiembre de 2005 |
| 11 | «“Imoten” o tameshi-ban» (『いもてん』お試し版)      | 17 de septiembre de 2005 |
| 12 | «Purojekuto akegarasu» (プロジェクト・アケガラス)    | 24 de septiembre de 2005 |
| 13 | «Sayonara, Petopeto-san» (さよなら、ぺとぺとさん)    | 1 de octubre de 2005     |